# Виласимиус
Виласимѝус (на италиански: Villasimius; на сардински: Crabonaxa, Крабонажа) е малко градче и община в Южна Италия, провинция Южна Сардиния, автономен регион и остров Сардиния. Разположено е на 41 m надморска височина. Населението на общината е 3497 души (към 2010 г.).